# Франция на «Евровидении-2000»
Франция принимала участие в сорок пятом выпуске телевизионного конкурса Евровидение-2000, который состоялся 13 мая на стадионе Глобен в Стокгольме, Швеция. Страну представляла певица Софи Местари с песней On aura le ciel ("У нас будет небо"), написанной Пьером Легеем и Бенуа Хайнрихом. Это был второй год, когда телекомпания France 3 отвечала за организацию отбора и трансляцию конкурса. По итогам голосования Местари заняла лишь 23-е (предпоследнее) место из 24, набрав только 5 очков. Несмотря на столь плохой результат Франция как член "большой четвёрки" прошла квалификацию на участие в конкурсе 2001 года. Поэтому, On aura le ciel стала предшественницей французской заявки на Евровидение-2001 Je n'ai que mon âme в исполнении Наташи Сен-Пьер. Конкурс был показан France 3 с комментариями Жюльена Леперса. Глашатаем от Франции была победительница Евровидение-1977 Мари Мириам.

## Предыстория
К моменту своего участия на Евровидении-2000 Франция уже принимала участие в конкурсе 43 раза с момента организации первого выпуска в 1956 году, как одна из семи оригинальных стран. На счету Франции имелось пять побед: в 1958 году с песней Dors, mon amour в исполнении Андре Клаво; в 1960 году с песней Tom Pillibi в исполнении Жаклин Буайе; в 1962 году с песней Un premier amour в исполнении Изабель Обре; в 1969 году в четверной ничье с песней Un jour, un enfant в исполнении Фриды Боккара и в 1977 году с песней L'Oiseau et l'Enfant в исполнении Мари Мириам. Франция не принимала участия только дважды: в 1974 и 1982 годах. На Евровидение-1999 композиция Je veux donner ma voix в исполнении певицы Найи заняла 19-е место, набрав 14 очков.

## До «Евровидения»

### Eurovision 2000: la sélection
Французская телекомпания France 3 с 1999 года отвечает за организацию отбора и трансляцию конкурса. Как и годом ранее, France 3 решило организовать национальный отбор с несколькими артистами и песнями. С октября по декабрь 1999 года в редакцию вещателя поступило двадцать заявок, присланных рекорд-компаниями. Финал, получивший название Eurovision 2000: la sélection, состоялся 15 февраля 2000 года в Олимпии в Париже. Ведущими были Жюльен Леперс и Карен Шериль. Четырнадцать песен было представлено, а победитель определялся путём комбинации 50:50, где 50% составляли голоса жюри, а другие 50% - голоса телезрителей. Среди членов жюри были певица Мари Мириам и представитель Франции на Евровидение-1993 Патрик Фьори. Только тройка лучших была объявлена по итогам голосования.
| Порядковый номер | Исполнитель      | Название песни                        | Автор(ы)                                      | Место |
| ---------------- | ---------------- | ------------------------------------- | --------------------------------------------- | ----- |
| 1                | Женни Зана       | Tendresses                            | Жан-Мишель Супрайя                            | —     |
| 2                | Стефан Годзен    | Nous deux                             | Стефан Годзен, М. Аррайя, Э. Реверди          | —     |
| 3                | Ebony            | L'amour en noir et blanc              | Тьерри Гронфьер, Шанталь Перальди             | —     |
| 4                | Кристоф Сарти    | C'est une très belle histoire d'amour | Жан-Марк Ривьер                               | —     |
| 5                | ZH               | Tu en fais trop                       | Серж Пеллерин                                 | —     |
| 6                | Софи Местари     | On aura le ciel                       | Бенуа Хайнрих, Пьер Легей                     | 1     |
| 7                | Orijin           | Autour de toi                         | Рено Биджек, Тьерри Биджек                    | 3     |
| 8                | Жильда Тома      | Pense à moi                           | Жильда Тома                                   | —     |
| 9                | Hologramme       | Avec des gants                        | Паскаль Муне, Феликс Никлабон, Петер фон Пёль | —     |
| 10               | Айден Александер | Maintenant                            | Айден Александер, Лионель Флоранс             | —     |
| 11               | Джессика Ферле   | Espoir                                | Фредерик Бечеклу                              | 2     |
| 12               | Гийом Эйанго     | Libérez                               | Гийом Эйанго, Бенжамен Ферле                  | —     |
| 13               | Mademoiselle     | SOS                                   | Тьерри Гронфьер, Шанталь Перальди             | —     |
| 14               | Soundkaïl        | Jeunes solidaires                     | Давид Селиз, Саша Стури                       | —     |

### Разногласия
Определенные разногласия возникли, когда стало известно, что On aura le ciel было поставлено жюри на первое место, но Espoir в исполнении Джессики Ферли выиграла общественное голосование, получив 27 000 голосов из 43 000 зарегистрированных. Объяснение France 3 о том, что On aura le ciel заняло второе место в телеголосовании, а Espoir заняло лишь четвертое место по мнению жюри, вызвало жалобы на то, что в случае, если телеголосование и голосование жюри выявят разных победителей, телеголосование должно было быть иметь приоритет, иначе было бы нечестно просить общественность заплатить за голосование только для того, чтобы их выбор был отменен небольшой группой присяжных заседателей.

## На «Евровидении»
Согласно правилам конкурса Евровидение-2000 к участию допускаются страна-победительница прошлого выпуска, члены клуба "большой четвёрки" (Великобритания, Германия, Испания и Франция), 13 стран, имеющих высокий средний балл по итогам прошлых пяти конкурсов и те страны, которые не участвовали в предыдущем выпуске, но транслировали его. Как член "большой четвёрки", Франция была допущена к соревнованиям. Софи Местари выступала под номером 5, между Эстонией и Румынией. В конце голосования она заняла лишь 23-е (предпоследнее) место из 24, набрав только 5 очков, 3 из которых поступили от России. Это был второй раз, когда Франция финишировала на предпоследнем месте (первый был в 1998 году). Данный результат привёл к тому, что телекомпания France 3 отказалась от организации национальных финалов и перешла к внутреннему отбору конкурсантов. 12 очков французские телезрители присудили Турции и 5 очков присудили России.

### Голосование
| Очки      | Страна       |
| --------- | ------------ |
| 12 баллов |              |
| 10 баллов |              |
| 8 баллов  |              |
| 7 баллов  |              |
| 6 баллов  |              |
| 5 баллов  |              |
| 4 балла   |              |
| 3 балла   | - Россия     |
| 2 балла   | - Нидерланды |
| 1 балл    |              |

| Очки      | Страна     |
| --------- | ---------- |
| 12 баллов | Турция     |
| 10 баллов | Германия   |
| 8 баллов  | Хорватия   |
| 7 баллов  | Дания      |
| 6 баллов  | Израиль    |
| 5 баллов  | Россия     |
| 4 балла   | Ирландия   |
| 3 балла   | Латвия     |
| 2 балла   | Нидерланды |
| 1 балл    | Швеция     |